# كلود بلوخ
كلود بلوخ (بالفرنسية: Claude Bloch )‏ (و. 1923 – 1971 م) كان فيزيائي نظري، ومهندس، وعالم نووي، من فرنسا، ولد في باريس، توفي عن عمر يناهز 48 عاماً.

## التعليم
تعلم في المدرسة المتعددة التكنولوجية بفرنسا، وجامعة كوبنهاغن، والمدرسة الوطنية العليا للمناجم في باريس.

## جوائز
حصل على جوائز منها:
- Prix Jean Ricard [الإنجليزية]‏ (1972)
- Prix Félix-Robin [الإنجليزية]‏ (1968).